# Pholas dactylus
A Pholas dactylus a kagylók (Bivalvia) osztályának a sziklavájó kagylók (Myoida) rendjébe, ezen belül az fúrókagylófélék (Pholadidae) családjába tartozó faj.

## Előfordulása
A Pholas dactylus előfordulási területe az Észak-Atlanti-óceán és a Földközi-tenger sziklás partvidékei. Európában, korábban ínyencfalatnak számított.

## Megjelenése
Biolumineszcenciával rendelkező állat.

## Életmódja
A gneiszbe (metamorf kőzet, amely közepes vagy nagyfokú metamorfózison ment keresztül) fúródva éli le az életét. E kőzetekre tapadt moszatokat legeli. Fényérzékeny; ha fényre kerül gyorsan behúzza magát a héjába.
A Leptinogaster pholadis és a Herrmannella barneae nevű evezőlábú rákok (Copepoda) élősködnek rajta.

## Érdekességek
Caius Plinius Secundus egyik írásában beszámolt arról, hogy akik ezt a kagylót ették, világított a szájukban az étel. Továbbá egy legenda szerint az első skót király is ennek a jelenségnek köszönhetően jutott trónra.

## Képek

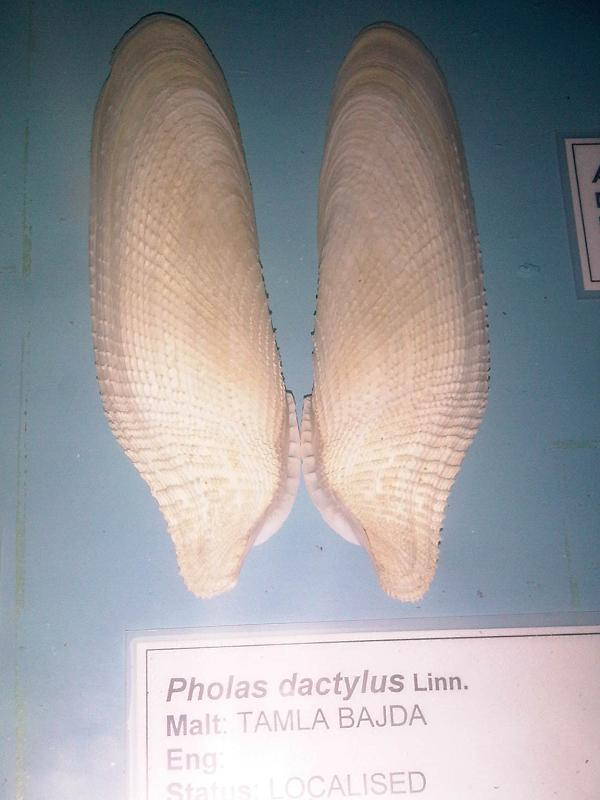
szétnyitott héja egy máltai múzeumban
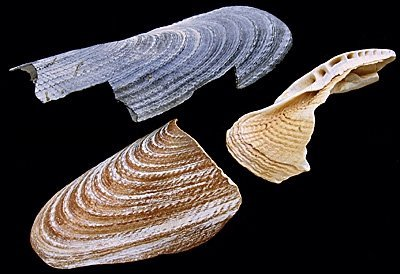
fosszilis maradványok az Északi-tengerből
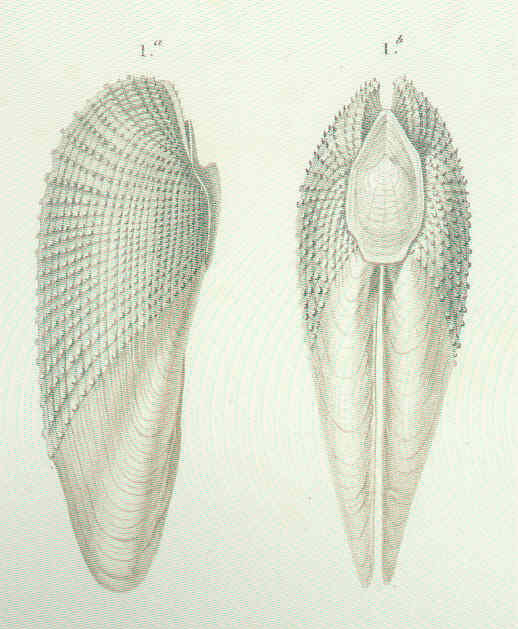
rajzok az
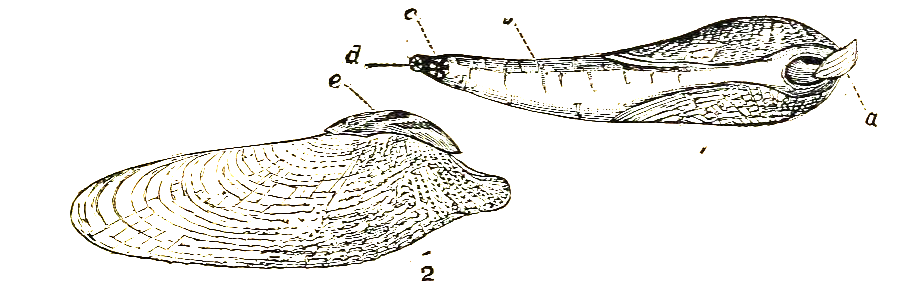
állatról

### Fordítás
Ez a szócikk részben vagy egészben  a   Pholas dactylus című angol Wikipédia-szócikk ezen változatának fordításán alapul.  Az eredeti cikk szerkesztőit annak laptörténete sorolja fel. Ez a jelzés csupán a megfogalmazás eredetét és a szerzői jogokat jelzi, nem szolgál a cikkben szereplő információk forrásmegjelöléseként.